# Alva Selerud
Emma Alva Elisabeth Selerud (Svärtinge, 3 marzo 2000) è una calciatrice svedese, centrocampista del Linköping, in prestito dalla Roma.

## Caratteristiche tecniche
È un principalmente un esterno sinistro, di piede mancino, che può anche giocare da terzino su entrambe le fasce, o come ala sinistra.

## Carriera

### Club

#### Gli inizi in Svezia
Nata a Svärtinge, area urbana di Norrköping, Selerud inizia a giocare nel club locale, per poi entrare nel settore giovanile femminile del Norrköping, con cui fa il suo esordio in prima squadra nel 2015, a quindici anni.
Nel dicembre del 2016, passa a titolo definitivo al Linköping, con cui debutta fra le professioniste il 15 maggio 2017, sostituendo Lina Hurtig nei minuti finali della partita di campionato contro il KIF Örebro, vinta per 1-4. Alla fine della stessa stagione, la sua squadra si è aggiudicata il secondo titolo nazionale consecutivo, dopo quello conquistato nel 2016.
All'inizio del 2019, Selerud viene ceduta in prestito al Norrköping, sua squadra d'origine, con cui ha disputato la prima parte della stagione, per poi fare ritorno al Linköping, rinnovando quindi il proprio contratto per un'altra stagione.
Il 3 ottobre 2020, Selerud segna il suo primo gol fra le professioniste nell'incontro di campionato con il Rosengård, pareggiato per 2-2. Al termine dell'annata, rinnova ancora il proprio contratto con la squadra per altri tre anni.
Nella stagione 2022, avendo messo a referto due reti e sette assist, contribuisce al terzo posto finale del Linköping, che si qualifica così ai preliminari di UEFA Women's Champions League. Nel gennaio del 2023, annuncia ufficialmente di aver lasciato il club dopo sei anni, al fine di tentare una nuova avventura calcistica.

#### Roma
L'11 gennaio 2023, Selerud passa ufficialmente alla Roma, in Serie A, con cui firma un contratto valido fino al 30 giugno 2025.
Il 25 gennaio seguente, fa il suo esordio ufficiale in maglia giallorossa, sostituendo Elena Linari al 69º minuto della partita di Coppa Italia contro il Pomigliano, vinta per 1-8. Partecipa da riserva alla vittoria del campionato, primo titolo nazionale nella storia della Roma.

##### Il ritorno in Svezia
Il 25 agosto 2023, Selerud ritorna ufficialmente al Linköping, a cui si unisce in prestito fino alla fine della stagione 2023-24.

### Nazionale
Selerud ha rappresentato le nazionali femminili Under-19 e Under-23 svedesi.
Nel gennaio del 2023, ha partecipato ad uno stage della nazionale maggiore svedese, sotto la guida del CT Peter Gerhardsson.

## Statistiche

### Presenze e reti nei club
Statistiche aggiornate al 28 maggio 2024.
| Stagione             | Squadra              | Campionato           | Campionato | Campionato | Coppe nazionali | Coppe nazionali | Coppe nazionali | Coppe internazionali | Coppe internazionali | Coppe internazionali | Altre coppe | Altre coppe | Altre coppe | Totale | Totale |
| Stagione             | Squadra              | Comp                 | Pres       | Reti       | Comp            | Pres            | Reti            | Comp                 | Pres                 | Reti                 | Comp        | Pres        | Reti        | Pres   | Reti   |
| -------------------- | -------------------- | -------------------- | ---------- | ---------- | --------------- | --------------- | --------------- | -------------------- | -------------------- | -------------------- | ----------- | ----------- | ----------- | ------ | ------ |
| 2017                 | Linköping            | DS                   | 8          | 0          | CN              | 0               | 0               | UWCL                 | 1                    | 0                    | -           | -           | -           | 9      | 0      |
| 2018                 | Linköping            | DS                   | 2          | 0          | CN              | 0               | 0               | UWCL                 | 2                    | 0                    | SC          | 0           | 0           | 4      | 0      |
| 2019                 | Linköping            | DS                   | 8          | 0          | CN              | 0               | 0               | UWCL                 | 0                    | 0                    | SC          | 0           | 0           | 8      | 0      |
| 2020                 | Linköping            | DS                   | 17         | 2          | CN              | 1               | 1               | UWCL                 | -                    | -                    | SC          | 0           | 0           | 18     | 3      |
| 2021                 | Linköping            | DS                   | 17         | 1          | CN              | 3               | 1               | UWCL                 | -                    | -                    | SC          | 0           | 0           | 20     | 2      |
| 2021                 | IFK Norrköping       | EL                   | 3          | 1          | CN              | 0               | 0               | -                    | -                    | -                    | -           | -           | -           | 3      | 1      |
| 2022                 | Linköping            | DS                   | 26         | 2          | CN              | 3               | 1               | UWCL                 | -                    | -                    | -           | -           | -           | 29     | 3      |
| gen.-giu. 2023       | Roma                 | A                    | 6          | 0          | CI              | 2               | 0               | UWCL                 | 0                    | 0                    | SI          | -           | -           | 7      | 0      |
| 2023                 | Linköping            | DS                   | 9          | 1          | CN              | -               | -               | UWCL                 | 2                    | -                    | -           | -           | -           | 11     | 1      |
| 2024                 | Linköping            | DS                   | 8          | 1          | CN              | 3               | 0               | -                    | -                    | -                    | SC          | -           | -           | 11     | 1      |
| Totale Linköpings FC | Totale Linköpings FC | Totale Linköpings FC | 95         | 7          |                 | 10              | 2               |                      | 5                    | 0                    |             | -           | -           | 110    | 9      |
| Totale carriera      | Totale carriera      | Totale carriera      | 104        | 8          |                 | 12              | 2               |                      | 5                    | 0                    |             | -           | -           | 121    | 10     |

## Palmarès

### Club
- Campionato svedese: 1

Linköping: 2017
- Campionato italiano: 1

Roma: 2022-2023